# Редухув
Редухув (пол. Reduchów) — село в Польщі, у гміні Шадек Здунськовольського повіту Лодзинського воєводства.
Населення — 108 осіб (2011).
У 1975-1998 роках село належало до Серадзького воєводства.

## Демографія
Демографічна структура станом на 31 березня 2011 року:
|          | Загалом | Допрацездатний вік | Працездатний вік | Постпрацездатний вік |
| -------- | ------- | ------------------ | ---------------- | -------------------- |
| Чоловіки | 56      | 15                 | 30               | 11                   |
| Жінки    | 52      | 12                 | 26               | 14                   |
| Разом    | 108     | 27                 | 56               | 25                   |